# Betsy Brandt
Pour les articles homonymes, voir Brandt.
Betsy Brandt, née le 14 mars 1973 à Bay City (Michigan), est une actrice américaine.
Elle est principalement connue pour le rôle de Marie Schrader dans la série télévisée Breaking Bad.

## Biographie
Originaire de Bay City, dans le Michigan, elle est diplômée de la Western High School, à Auburn en 1991.
Elle reçoit son BFA d'actrice à l'université de l'Illinois à Urbana-Champaign, et étudie également le théâtre à l'université Harvard (Moscow Art Theatre Institute).

## Carrière
Elle commence sa carrière artistique au théâtre, où elle joue dans les pièces Beaucoup de bruit pour rien en Arizona puis à San José.
Elle parcourt les années 2000 en enchaînant les apparitions dans des séries télévisées à succès : FBI : Portés disparus, Amy, Urgences, Boston Justice, The Practice, ou encore NCIS : Enquêtes spéciales, jusqu'à 2008.
En effet, elle décroche enfin son premier rôle régulier : celui de Marie Schrader, femme de l'agent DEA Hank Schrader, et sœur de Skyler White, dans le thriller psychologique Breaking Bad. La série connait un immense succès critique et génère une audience croissante durant les six années de sa diffusion.

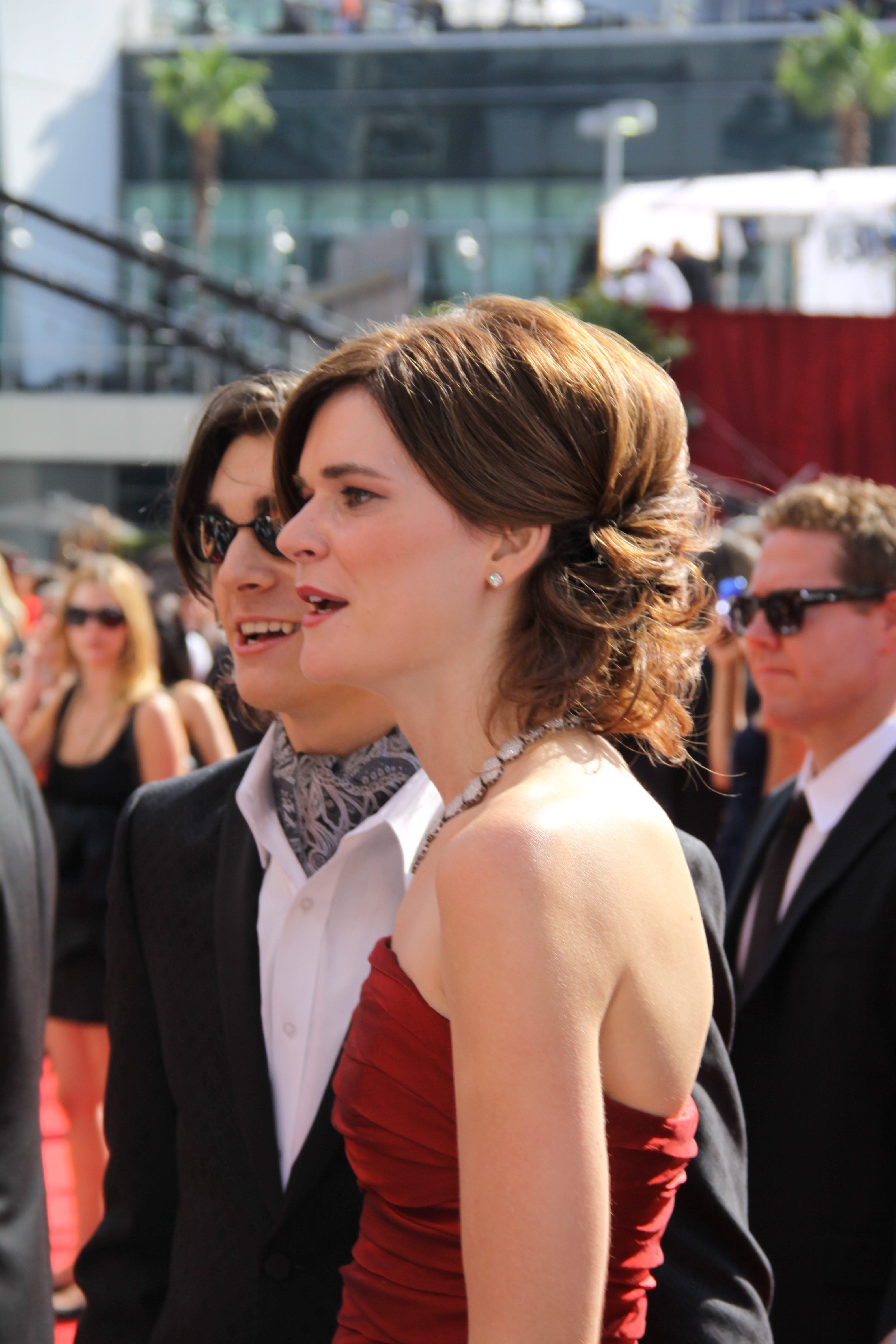
L'actrice aux Emmy Awards 2010.

Parallèlement, elle participe à des projets plus exposés. Au cinéma, elle joue ainsi un rôle secondaire dans Magic Mike, mais apparaît aussi dans des populaires séries comme Private Practice et Body of Proof. Elle interprète également un personnage récurrent dans la série familiale Parenthood.
Une fois Breaking Bad parvenu à sa conclusion en 2013, elle enchaîne avec un autre rôle récurrent dans une autre prestigieuse série dramatique, Masters of Sex. Elle y incarne Barbara Sanderson durant six épisodes de la seconde saison.
Mais c'est vers la comédie qu'elle se tourne pour la suite de sa carrière télévisuelle. Elle tient en effet le premier rôle féminin de l'attendue sitcom familiale The Michael J. Fox Show, diffusée entre 2013 et 2014. Le programme est arrêté au bout d'une seule saison, faute d'audiences.
Elle persévère dans la sitcom familiale dès l'année suivante, en jouant une mère de famille dans Life in Pieces. Cette fois, les audiences sont au rendez-vous, à défaut de convaincre la critique.
En 2023, elle incarne Mia Thomas dans la série télévisée Saint X diffusée sur Hulu et adaptée du roman éponyme d'Alexis Schaitkin, publié en 2020.

### Vie privée
Betsy Brandt est mariée et a deux enfants. Elle a donné naissance à son deuxième enfant lors du tournage de la deuxième saison de Breaking Bad, en 2008. Elle réside avec sa famille à Los Angeles.

## Filmographie

### Cinéma

#### Longs métrages
- 2004 : Shelf Life de Mark Tuit : Nikki Reynolds
- 2012 : Magic Mike de Steven Soderbergh : une employée de banque
- 2022 : The Grotto : Alice Kendall

#### Courts métrages
- 1998 : Confidence de Casey. P Chinn : Natasha

### Télévision

#### Séries télévisées
- 2006 : Les Experts : Dawn Hanson
- 2008-2013 : Breaking Bad : Marie Schrader (62 épisodes)
- 2010 : Miami Medical : Dana
- 2011 : Super Hero Family : Dr. Lena Hopkins
- 2011 : Facing Kate : Natalie Roberts
- 2011-2012 : Private Practice : Joanna Gibson
- 2012-2015 : Parenthood : Sandy
- 2013 : Body of Proof : Susan Hart
- 2013-2014 : The Michael J. Fox Show : Annie Henry
- 2014 : Masters of Sex : Barbara
- 2014 : Deux mères pour la mariée : Haley Snow
- depuis 2015 : Life in Pieces : Heather Hughes (79 épisodes)
- 2019 : Pearson : Stephanie Novak (6 épisodes)
- 2021 : Love, Victor : Dawn Westen (6 épisodes)
- 2022 : Better Call Saul : Marie Schrader (saison 6, épisode 13)
- 2023 : Accused : Kara
- 2023 : Saint X : Mia Thomas
- 2025 : New York, unité spéciale : Dr Gretchen Stewart (saison 26, épisode  22)

#### Téléfilms
- 2017 : Quand une fan va trop loin : ess Daniels / Galanica

## Voix francophones
En France, Florence Dumortier fut la voix régulière de Betsy Brandt jusqu'à son décès en 2012. Depuis cette même année, c'est Brigitte Guedj qui lui succède. En parallèle, Claire Guyot l'a aussi doublée à trois reprises.